# Västra kyrkogården, Göteborg
Västra kyrkogården, även kallad Västra begravningsplatsen, är en 45 hektar stor kyrkogård i stadsdelen Sandarna i västra Göteborg, med över 28 500 gravar, där de äldsta delarna invigdes 1888.

## Historik

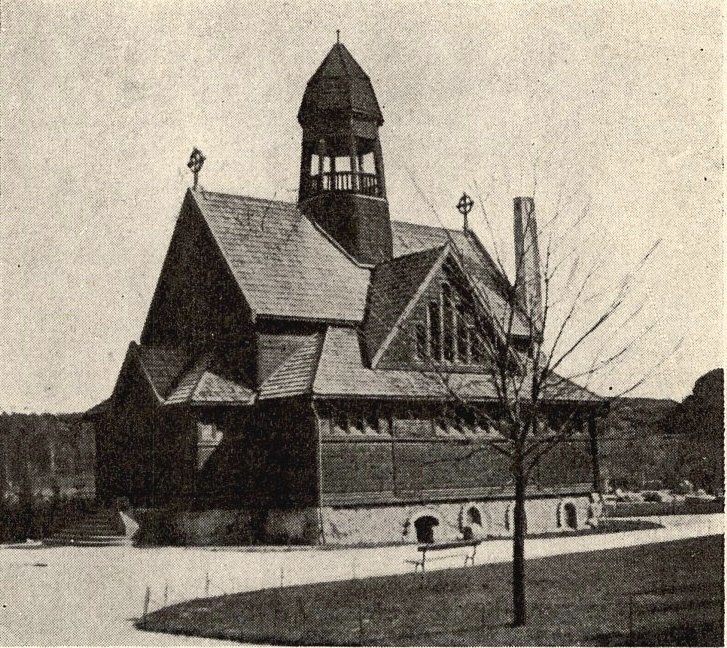
S:t Matteus kapell i sitt ursprungliga skick, med klockspira uppe på taket, cirka 1910.

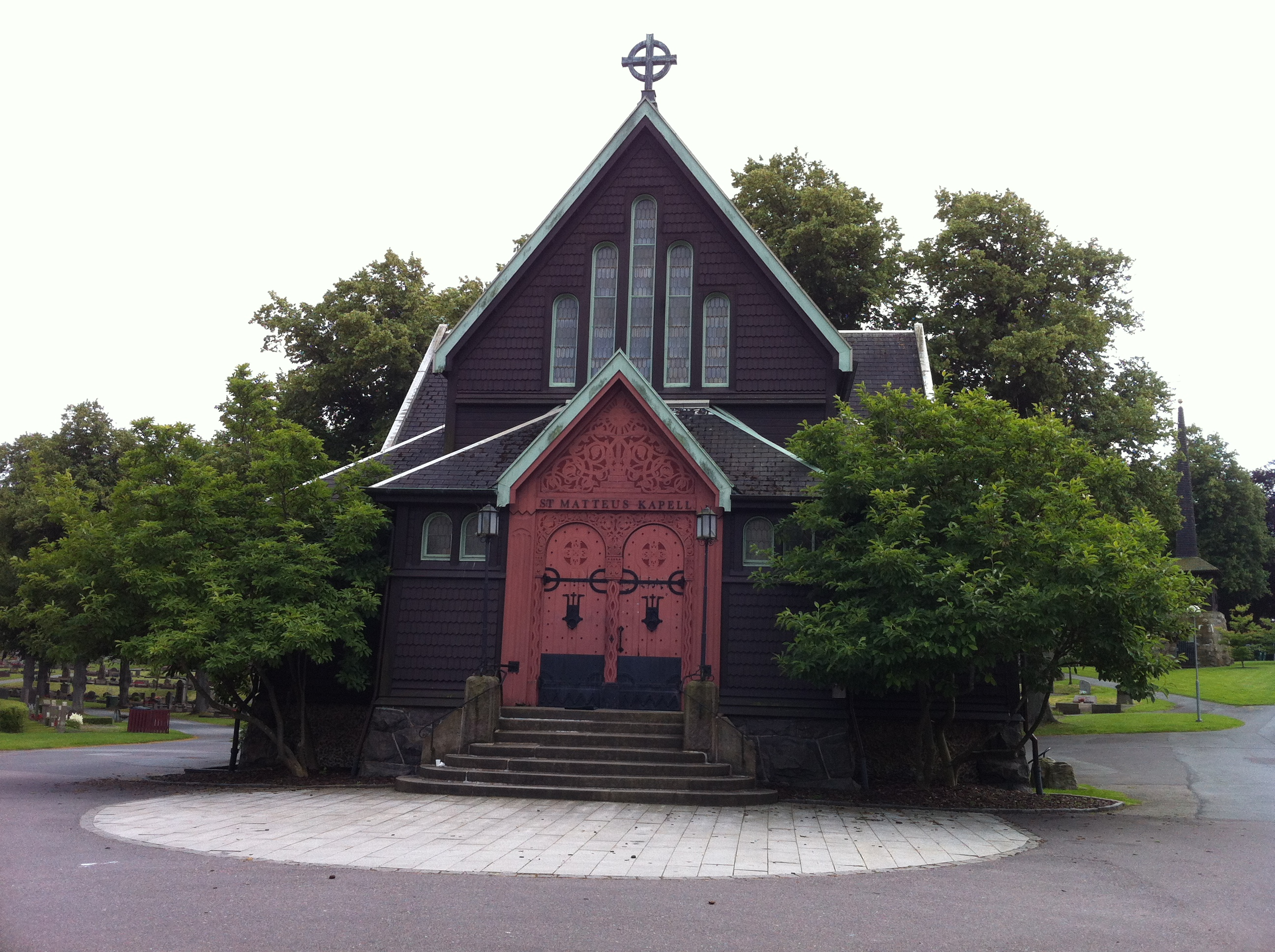
Sankt Matteus kapell ritad av Yngve Rasmussen 1907.

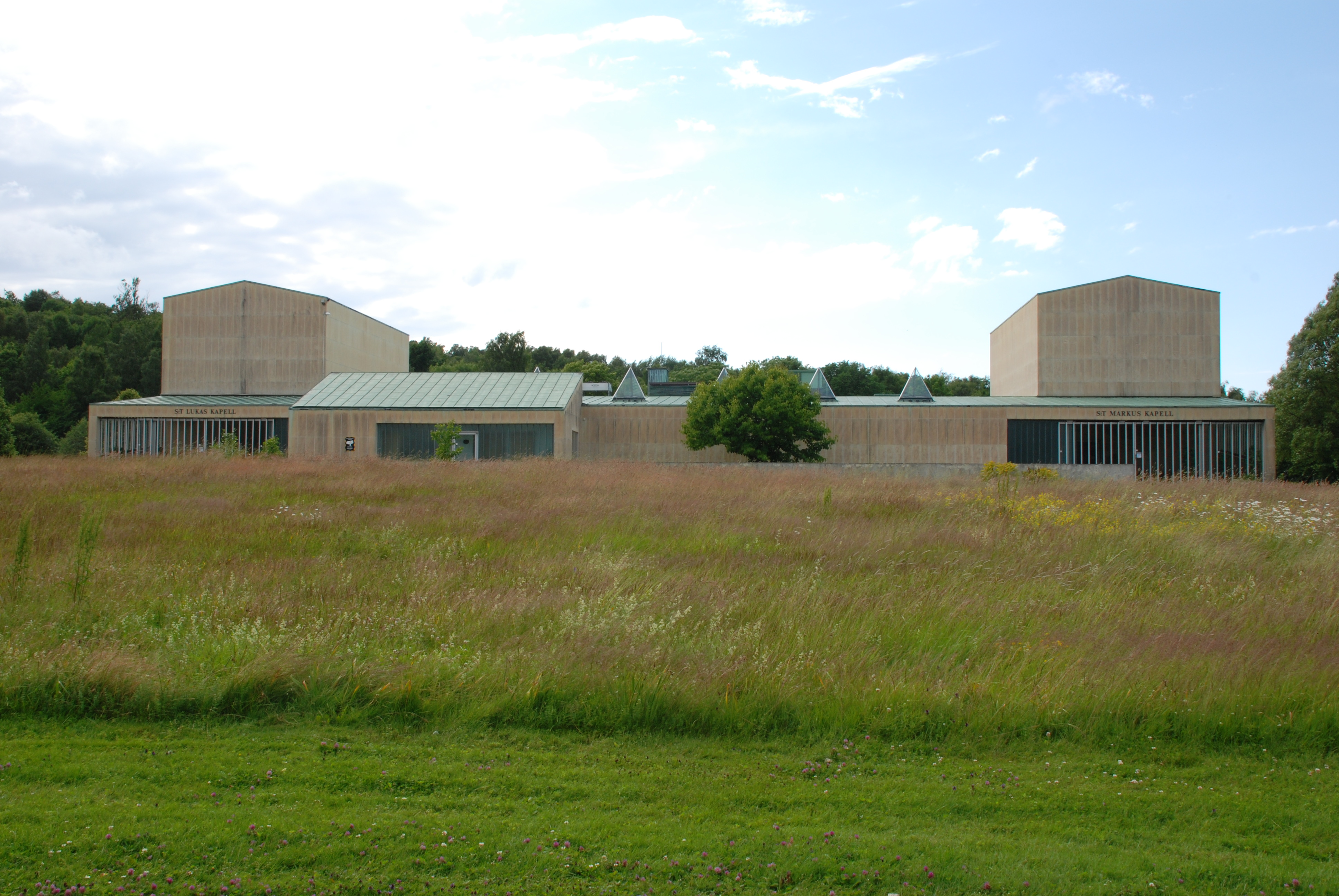
Sankt Lukas och Sankt Markus kapell, som representerar kyrkogårdens nyare delar.

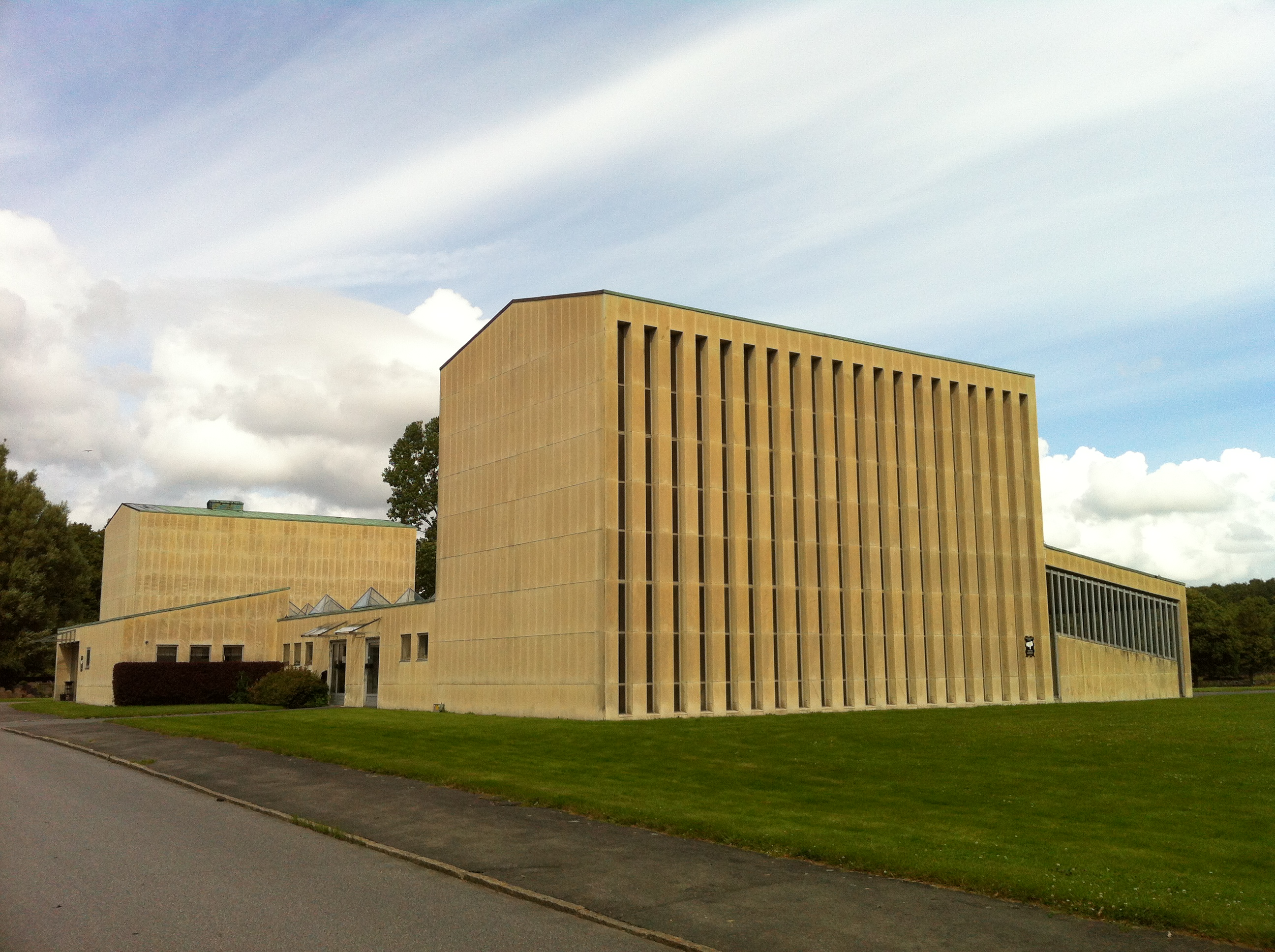
Baksidan av Sankt Lukas och Sankt Markus kapell.

Den ursprungliga kyrkogården, som hette Sanda kyrkogård, ritades av den blivande byggnadschefen i Göteborg, Figge Blidberg och invigdes 8 november 1888 av biskop Edvard Herman Rodhe. När man skulle bebygga Övre Husargatan i slutet av 1800-talet fann man rester av en kolerakyrkogård och 1 706 lik flyttades därifrån till Sanda kyrkogård och begravdes vid kyrkogårdsmurens södra sluttning.
1901 byggdes kyrkogården ut och fick därmed mycket av den karaktär som den har än idag. Gravar från den ursprungliga Sanda kyrkogård finns bevarade i den västra, mer strikta delen av kyrkogården, medan den östra delen är mer terränganpassad och oregelbunden och präglas av stilen som rådde under tidigt 1900-tal. 1901 planterades även lindalléer utmed kvartersgränserna vilka finns kvar än idag.
1907 anlades Sankt Matteus kapell ritat av Yngve Rasmussen. Han vann uppdraget i en arkitekttävling där även arkitekterna Sigfrid Ericson, Hans Hedlund, Nils Cronstedt och Eugen Thorburn deltog. Kapellet är placerat mitt framför västra entrén, på en plats där gångstråk från sydöst, sydväst, öst, väst och norr strålar samman. Kapellet är ritat i nationalromantisk stil och med sin fasad av brunlaserad träpanel och spån, spetsiga takkonstruktion och röda ornamenterade port påminner den något om en stavkyrka. Den fristående klockstapeln i samma stil anlagd bredvid kapellet tillkom först 1956. Sedan slutet av 1980-talet är kapellet uthyrt till Göteborg rumänsk-ortodoxa församling varför insidan idag är klädd med ikonmålningar.
1910 uppgick kyrkogårdens areal till 26,95 hektar. 1951 invigdes den nya delen av kyrkogården ritad av Sven Brolids arkitekturkontor. Samma arkitektkontor formgav även de båda kapellen Sankt Markus och Sankt Lukas i modernistisk stil som invigdes 1961. Kapellen är sammanbundna med ett mittparti som fram till år 2000 innehöll ett krematorium.
En minneslund ritad av arkitekten Inger Edler Claësson anlades 1973 och det var även hon som ritade ännu en utvidgning av kyrkogården 1983. Vid minneslunden placerades 1984 bronsskulpturen "Tröst" av skulptören Inger Karlberg, som föreställer en mor och son som stödjer varandra. Vid sidan av minneslunden invigdes 2009 en ny askgravlund formgiven av landskapsarkitekten Lena Seipel.

## Kända personer begravda på Västra kyrkogården
Kända personer som är begravda på Västra kyrkogården är bland andra Björn Afzelius, Lasse Brandeby, Abdullah El-Hag, Hagge Geigert, Gunnar Gren, Ivan Ivarsson, Ingemar Johansson, Totta Näslund, Elma Oijens, Rune Olson, Doris Svedlund, Hannes Råstam, Carl-Erik Olivebring, Freddie Wadling och Carl Axel Moberg. Arkitekten Sven Brolid är själv begraven i närheten av kapellkrematoriet.

## Galleri

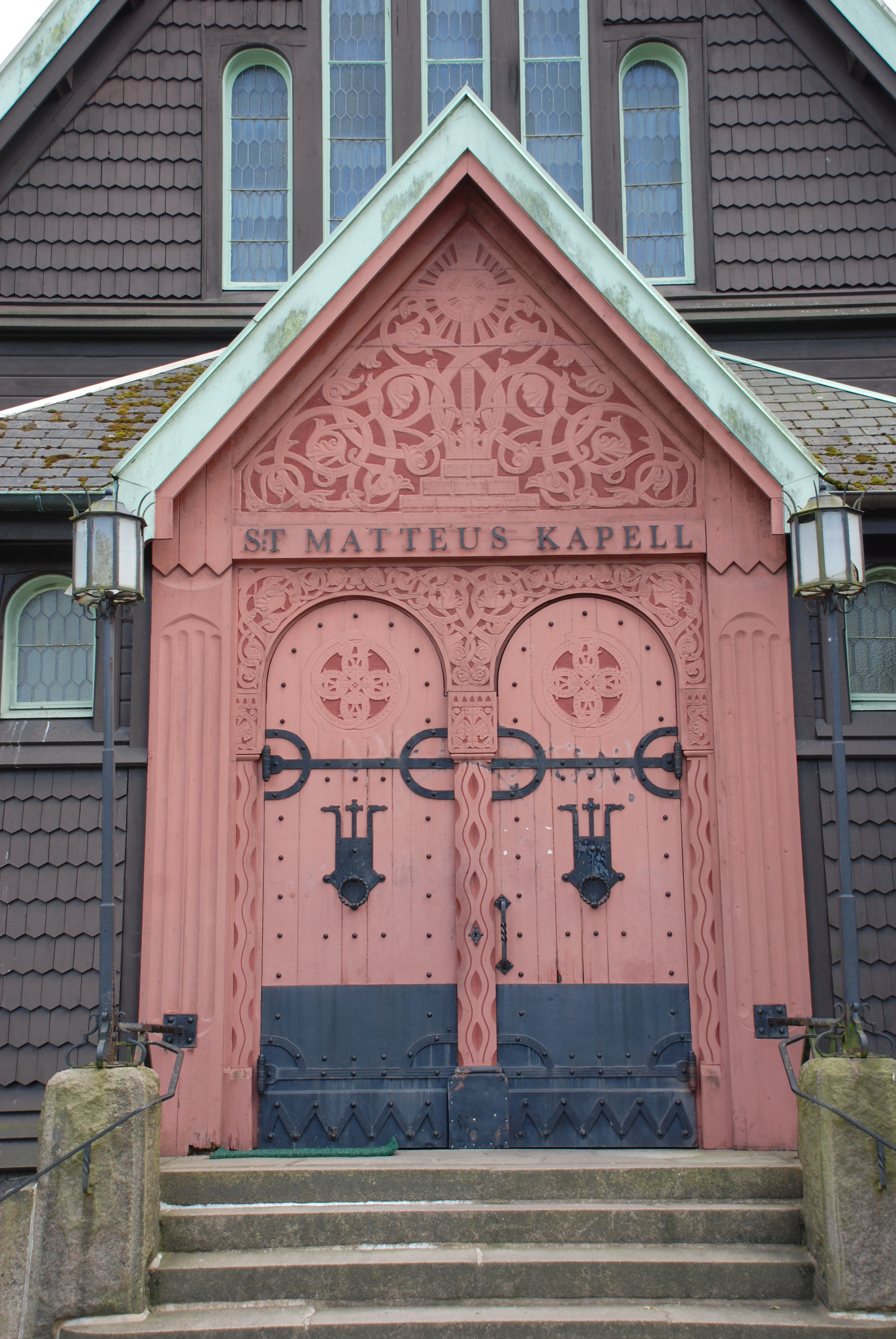
Porten till Sankt Matteus kapell.
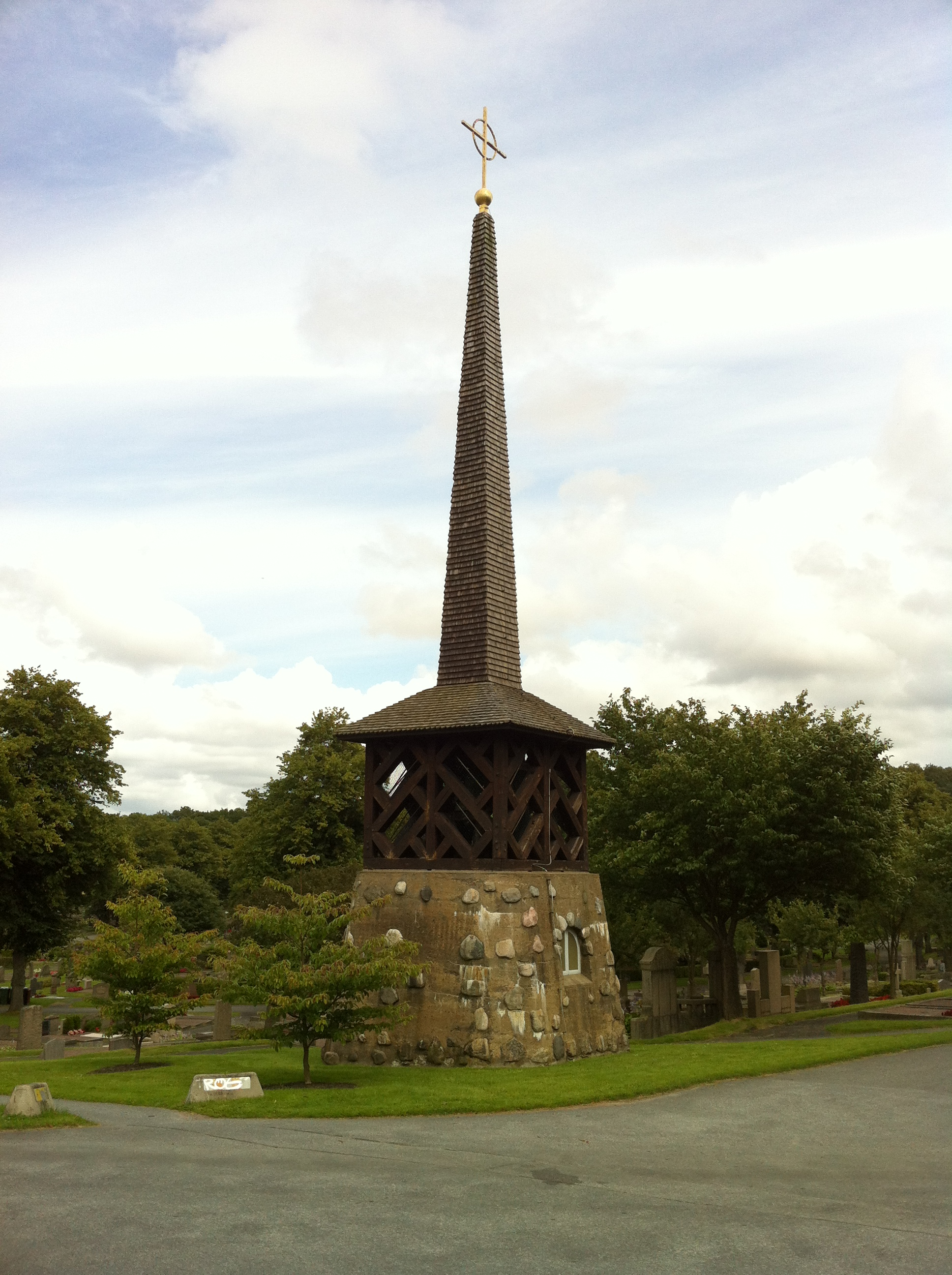
Klockstapeln vid Sankt Matteus kapell.
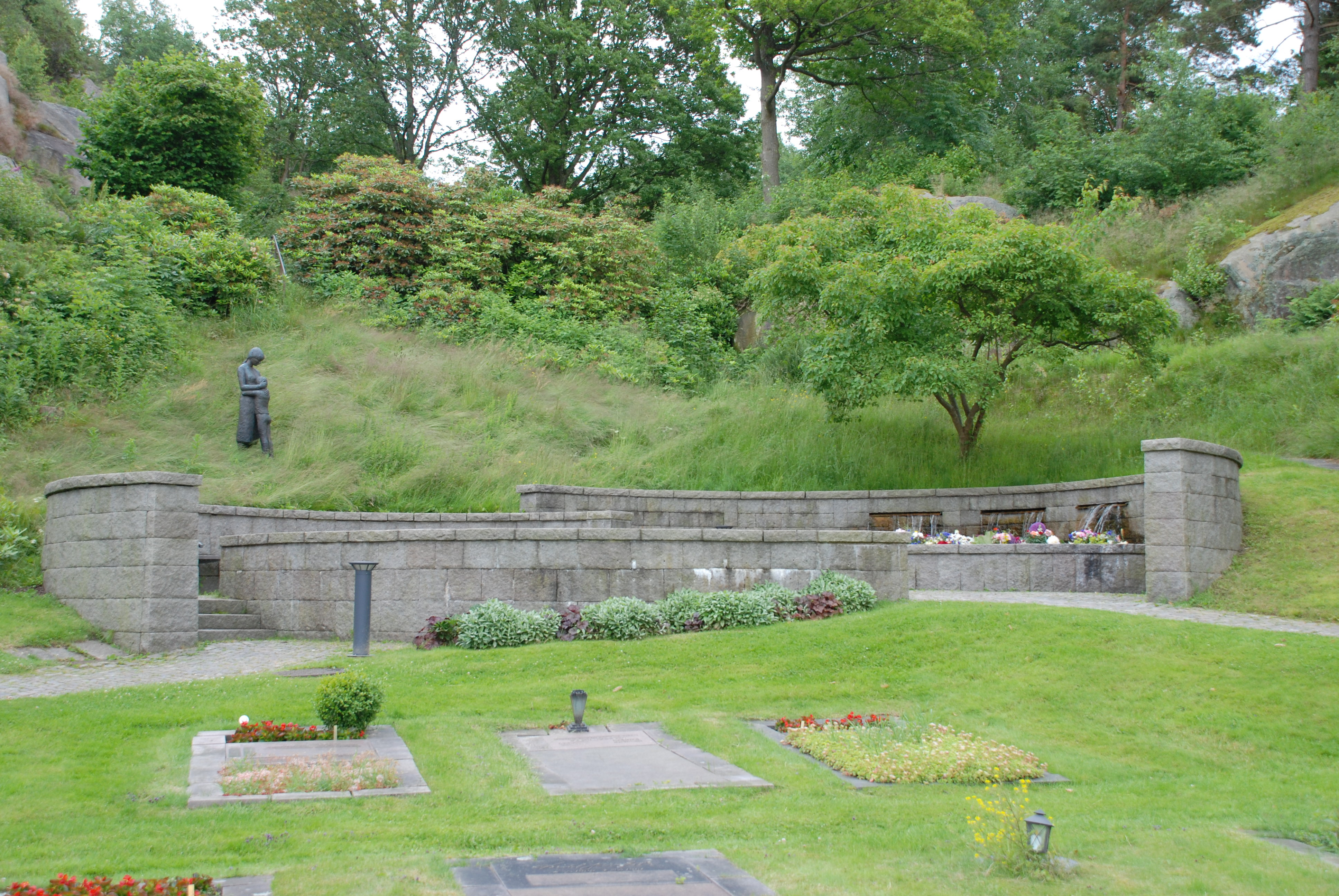
Minneslunden.
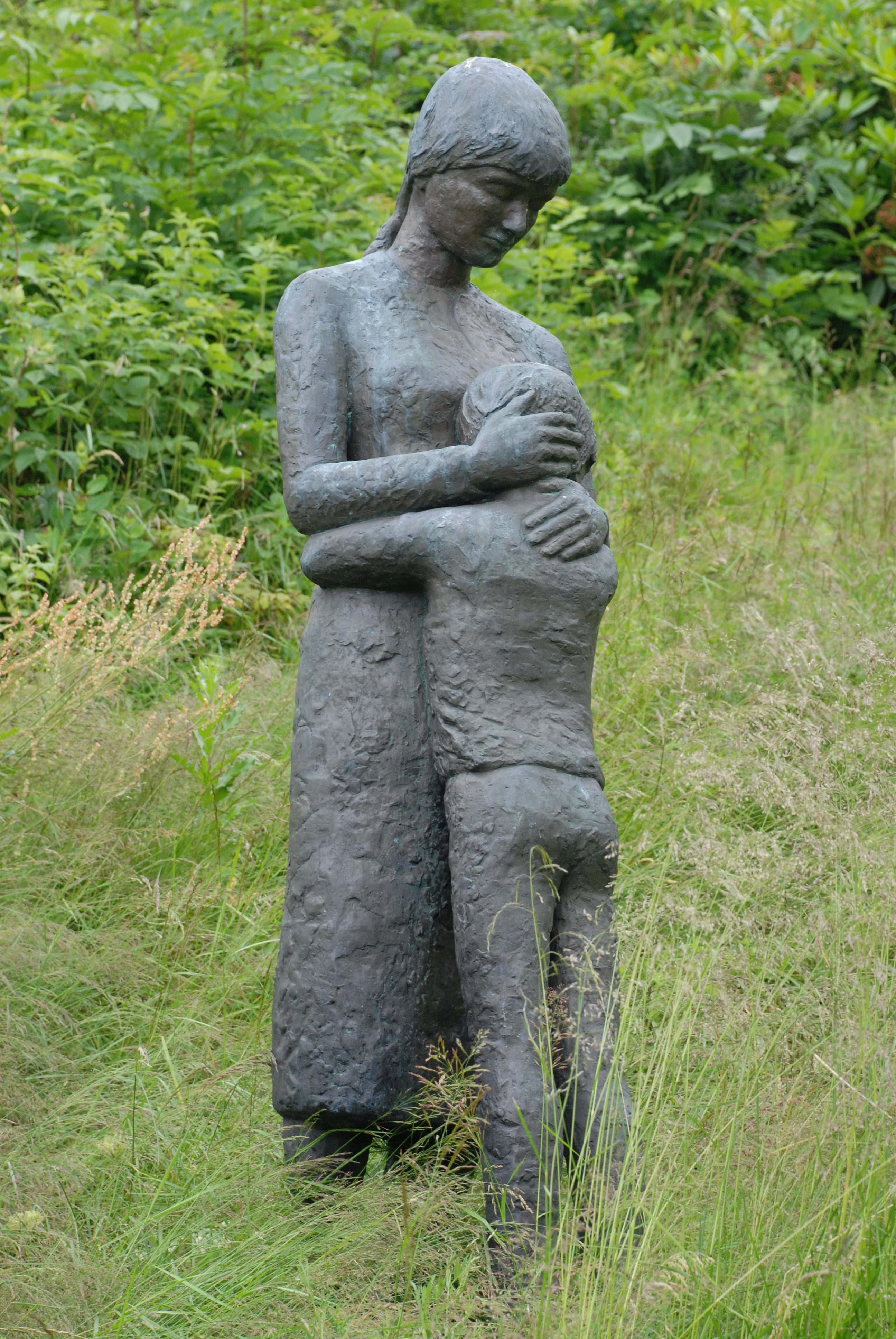
Skulpturen Tröst av Inger Karlberg.
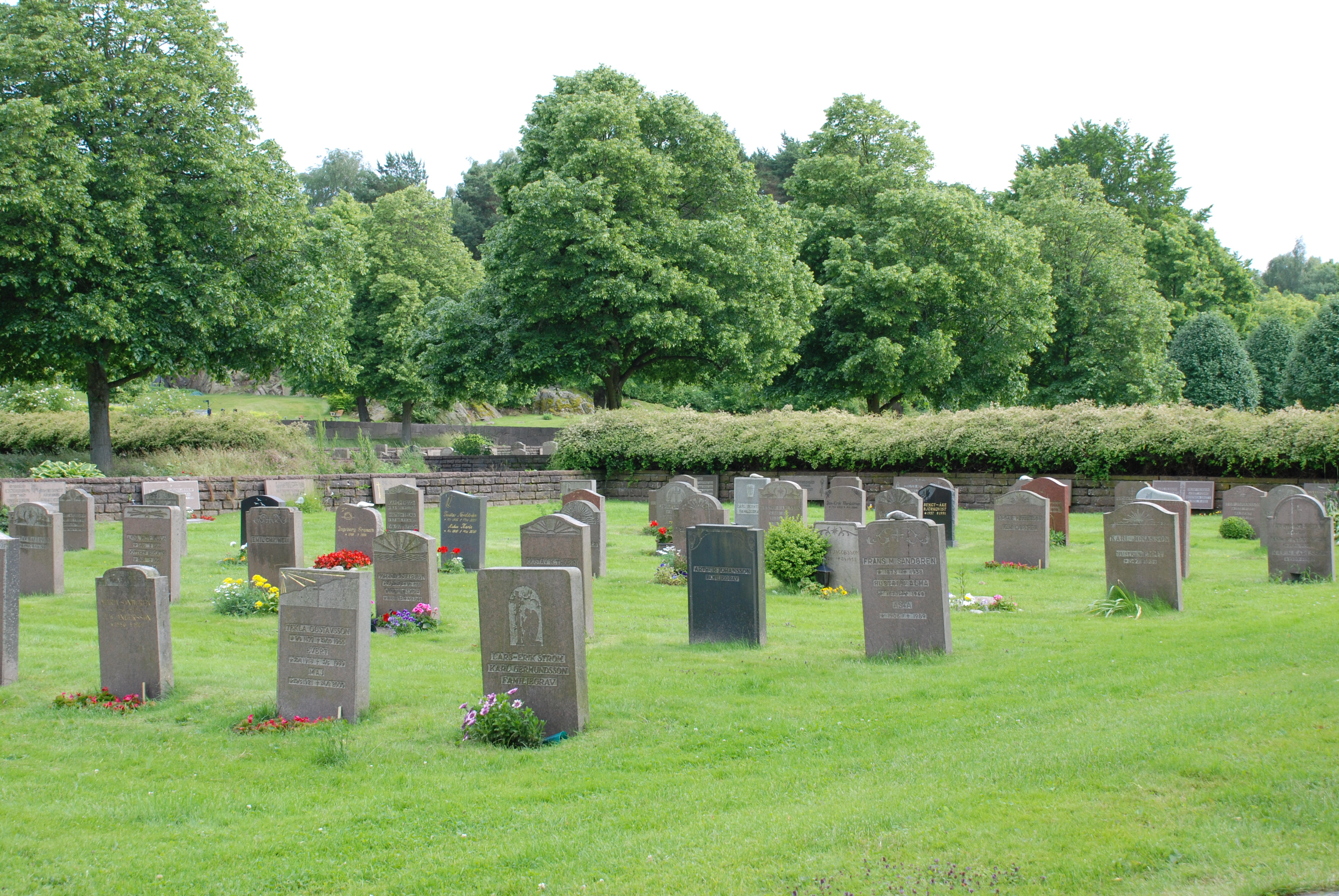
Gravar.